# Élections législatives de 1962 en Seine-et-Oise
Les élections législatives françaises de 1962 se déroulent les 18 et 25 novembre 1962. Dans le département de Seine-et-Oise, dix-huit députés sont à élire dans le cadre de dix-huit circonscriptions.

## Élus
| Circonscription | Député sortant             | Parti | Parti  | Député élu ou réélu        | Parti | Parti   |
| --------------- | -------------------------- | ----- | ------ | -------------------------- | ----- | ------- |
| 1re             | Claude Labbé               |       | UNR    | Léon Feix                  |       | PCF     |
| 2e              | Michel Jamot               |       | UNR    | Michel Jamot               |       | UNR-UDT |
| 3e              | Jean-Paul Palewski         |       | UNR    | Jean-Paul Palewski         |       | UNR-UDT |
| 4e              | René Leduc                 |       | UNR    | René Leduc                 |       | UNR-UDT |
| 5e              | André Mignot               |       | CNIP   | Pierre Clostermann         |       | UNR-UDT |
| 6e              | Robert Wagner              |       | UNR    | Robert Wagner              |       | UNR-UDT |
| 7e              | Jean Drouot-L'Hermine      |       | UNR    | Jean Drouot-L'Hermine      |       | UNR-UDT |
| 8e              | Yves de Kervéguen          |       | UNR    | Gaston Aizier              |       | UNR-UDT |
| 9e              | Robert Ballanger           |       | PCF    | Robert Ballanger           |       | PCF     |
| 10e             | Paul Mazurier              |       | SFIO   | Louis Vallon               |       | UNR-UDT |
| 11e             | Pierre Picard              |       | UNR    | Raymond Valenet            |       | UNR-UDT |
| 12e             | René Ribière               |       | UNR    | René Ribière               |       | UNR-UDT |
| 13e             | Armand Cachat              |       | UNR    | Armand Cachat              |       | UNR-UDT |
| 14e             | Michel Boscher             |       | UNR    | Michel Boscher             |       | UNR-UDT |
| 15e             | Henri Longuet              |       | CNIP   | Max Petit                  |       | UNR-UDT |
| 16e             | Olivier d'Ormesson         |       | CNIP   | Jean-Marie Poirier         |       | UNR-UDT |
| 17e             | Jacqueline Thome-Patenôtre |       | Radsoc | Jacqueline Thome-Patenôtre |       | Radsoc  |
| 18e             | Jean-Paul David            |       | RGR    | Gérard Prioux              |       | UNR-UDT |

## Résultats

### Résultats à l'échelle du département
| Parti                       | Parti                                          | Premier tour | Premier tour | Second tour | Second tour | Sièges |
| Parti                       | Parti                                          | Voix         | %            | Voix        | %           | Sièges |
| --------------------------- | ---------------------------------------------- | ------------ | ------------ | ----------- | ----------- | ------ |
|                             | Union pour la nouvelle République (UDT)        | 355 906      | 39,67        | 454 321     | 53,30       | 15     |
|                             | Modérés                                        | 18 483       | 2,06         | Retrait     | Retrait     | 0      |
|                             | Majorité présidentielle                        | 374 389      | 41,73        | 454 321     | 53,30       | 15     |
|                             |                                                |              |              |             |             |        |
|                             | Centre national des indépendants et paysans    | 56 599       | 6,31         | 30 044      | 3,52        | 0      |
|                             | Mouvement républicain populaire                | 27 711       | 3,09         | Retrait     | Retrait     | 0      |
|                             | Centre démocratique                            | 84 310       | 9,40         | 30 044      | 3,52        | 0      |
|                             |                                                |              |              |             |             |        |
|                             | Parti communiste français                      | 279 909      | 31,20        | 336 987     | 39,53       | 2      |
|                             | Parti radical                                  | 72 973       | 8,13         | 31 056      | 3,64        | 1      |
|                             | Section française de l'Internationale ouvrière | 45 694       | 5,09         | Retrait     | Retrait     | 0      |
|                             | Parti socialiste unifié                        | 36 097       | 4,02         | Retrait     | Retrait     | 0      |
|                             | Divers                                         | 2 515        | 0,28         | Retrait     | Retrait     | 0      |
|                             | Union et fraternité française                  | 1 201        | 0,13         |             |             | 0      |
|                             |                                                |              |              |             |             |        |
| Inscrits                    | Inscrits                                       | 1 269 828    | 100,00       | 1 202 967   | 100,00      | 18     |
| Abstentions                 | Abstentions                                    | 350 873      | 27,63        | 305 293     | 25,38       |        |
| Votants                     | Votants                                        | 918 955      | 72,37        | 897 674     | 74,62       |        |
| Blancs et nuls              | Blancs et nuls                                 | 21 867       | 2,38         | 45 266      | 5,04        |        |
| Exprimés                    | Exprimés                                       | 897 088      | 97,62        | 852 408     | 94,96       |        |
| Source : Gallica et CEVIPOF |                                                |              |              |             |             |        |

### Résultats par circonscription

#### Première circonscription (Argenteuil)
|                | Léon Feix élu        | PCF            | 26 844 | 54,86  |  |  |  |
|                | Claude Labbé sortant | UNR-UDT        | 14 907 | 30,46  |  |  |  |
|                | André Cancelier      | CNIP           | 4 521  | 9,24   |  |  |  |
|                | René Poupardin       | PSU            | 2 662  | 5,44   |  |  |  |
|                |                      |                |        |        |  |  |  |
| Inscrits       | Inscrits             | Inscrits       | 66 182 | 100,00 |  |  |  |
| Abstentions    | Abstentions          | Abstentions    | 16 431 | 24,83  |  |  |  |
| Votants        | Votants              | Votants        | 49 751 | 75,17  |  |  |  |
| Blancs et nuls | Blancs et nuls       | Blancs et nuls | 817    | 1,64   |  |  |  |
| Exprimés       | Exprimés             | Exprimés       | 48 934 | 98,36  |  |  |  |

#### Deuxième circonscription (Maisons-Laffitte)
| Candidat       | Candidat                   | Parti          | Premier tour | Premier tour | Second tour | Second tour |  |
| Candidat       | Candidat                   | Parti          | Voix         | %            | Voix        | %           |  |
| -------------- | -------------------------- | -------------- | ------------ | ------------ | ----------- | ----------- |  |
|                | Michel Jamot sortant réélu | UNR-UDT        | 19 187       | 39,87        | 27 096      | 54,55       |  |
|                | Auguste Chrétienne         | PCF            | 17 308       | 35,96        | 22 579      | 45,45       |  |
|                | Pierre Huillet             | Radsoc         | 7 914        | 16,44        | Retrait     | Retrait     |  |
|                | Philippe Rossillon         | Divers         | 2 515        | 5,23         | Retrait     | Retrait     |  |
|                | André Chauffray            | UFF            | 1 201        | 2,5          |             |             |  |
|                |                            |                |              |              |             |             |  |
| Inscrits       | Inscrits                   | Inscrits       | 70 930       | 100,00       | 70 911      | 100,00      |  |
| Abstentions    | Abstentions                | Abstentions    | 21 517       | 30,34        | 18 805      | 26,52       |  |
| Votants        | Votants                    | Votants        | 49 413       | 69,66        | 52 106      | 73,48       |  |
| Blancs et nuls | Blancs et nuls             | Blancs et nuls | 1 288        | 2,61         | 2 431       | 4,67        |  |
| Exprimés       | Exprimés                   | Exprimés       | 48 125       | 97,39        | 49 675      | 95,33       |  |

#### Troisième circonscription (Saint-Germain-en-Laye)
| Candidat       | Candidat                         | Parti          | Premier tour | Premier tour | Second tour | Second tour |  |
| Candidat       | Candidat                         | Parti          | Voix         | %            | Voix        | %           |  |
| -------------- | -------------------------------- | -------------- | ------------ | ------------ | ----------- | ----------- |  |
|                | Jean-Paul Palewski sortant réélu | UNR-UDT        | 29 153       | 48,73        | 36 778      | 65,36       |  |
|                | Jean Mazubert                    | PCF            | 12 730       | 21,28        | 19 494      | 34,64       |  |
|                | Georges Gallienne                | Radsoc         | 12 525       | 20,93        | Retrait     | Retrait     |  |
|                | Lucien Weitz                     | PSU            | 5 423        | 5,23         | Retrait     | Retrait     |  |
|                |                                  |                |              |              |             |             |  |
| Inscrits       | Inscrits                         | Inscrits       | 85 658       | 100,00       | 85 145      | 100,00      |  |
| Abstentions    | Abstentions                      | Abstentions    | 24 440       | 28,53        | 24 231      | 28,46       |  |
| Votants        | Votants                          | Votants        | 61 218       | 71,47        | 60 914      | 71,54       |  |
| Blancs et nuls | Blancs et nuls                   | Blancs et nuls | 1 387        | 2,27         | 4 642       | 7,62        |  |
| Exprimés       | Exprimés                         | Exprimés       | 59 831       | 97,73        | 56 272      | 92,38       |  |

#### Quatrième circonscription (Versailles-Ouest - Sèvres)
| Candidat       | Candidat                 | Parti          | Premier tour | Premier tour | Second tour | Second tour |  |
| Candidat       | Candidat                 | Parti          | Voix         | %            | Voix        | %           |  |
| -------------- | ------------------------ | -------------- | ------------ | ------------ | ----------- | ----------- |  |
|                | René Leduc sortant réélu | UNR-UDT        | 23 748       | 42,53        | 33 294      | 63,66       |  |
|                | Maurice Bourjol          | PCF            | 12 309       | 22,04        | 19 004      | 36,34       |  |
|                | Paul-Louis Tenaillon     | Radcent        | 9 533        | 17,07        | Retrait     | Retrait     |  |
|                | Roland Florian           | PSU            | 4 960        | 8,88         | Retrait     | Retrait     |  |
|                | Michel Devèze            | Modérés        | 4 222        | 7,56         | Retrait     | Retrait     |  |
|                | Julien Dalbin            | Radsoc         | 1 068        | 1,91         |             |             |  |
|                |                          |                |              |              |             |             |  |
| Inscrits       | Inscrits                 | Inscrits       | 82 178       | 100,00       | 82 158      | 100,00      |  |
| Abstentions    | Abstentions              | Abstentions    | 24 993       | 30,41        | 24 607      | 29,95       |  |
| Votants        | Votants                  | Votants        | 57 185       | 69,59        | 57 551      | 70,05       |  |
| Blancs et nuls | Blancs et nuls           | Blancs et nuls | 1 345        | 2,35         | 5 253       | 9,13        |  |
| Exprimés       | Exprimés                 | Exprimés       | 55 840       | 97,65        | 52 298      | 90,87       |  |

#### Cinquième circonscription (Versailles-Nord - Marly)
| Candidat       | Candidat               | Parti          | Premier tour | Premier tour | Second tour | Second tour |  |
| Candidat       | Candidat               | Parti          | Voix         | %            | Voix        | %           |  |
| -------------- | ---------------------- | -------------- | ------------ | ------------ | ----------- | ----------- |  |
|                | Pierre Clostermann élu | UNR-UDT        | 23 276       | 39,61        | 28 025      | 45,68       |  |
|                | Jean Cuguen            | PCF            | 15 480       | 26,34        | 19 868      | 32,39       |  |
|                | André Mignot sortant   | CNIP           | 14 726       | 25,06        | 13 455      | 21,93       |  |
|                | Pierre Bérégovoy       | PSU            | 5 277        | 8,98         | Retrait     | Retrait     |  |
|                |                        |                |              |              |             |             |  |
| Inscrits       | Inscrits               | Inscrits       | 80 727       | 100,00       | 80 713      | 100,00      |  |
| Abstentions    | Abstentions            | Abstentions    | 20 784       | 25,75        | 18 049      | 22,36       |  |
| Votants        | Votants                | Votants        | 59 943       | 74,25        | 62 664      | 77,64       |  |
| Blancs et nuls | Blancs et nuls         | Blancs et nuls | 1 184        | 1,98         | 1 316       | 2,1         |  |
| Exprimés       | Exprimés               | Exprimés       | 58 759       | 98,02        | 61 348      | 97,9        |  |

#### Sixième circonscription (Versailles-Sud - Palaiseau)
| Candidat       | Candidat                    | Parti          | Premier tour | Premier tour | Second tour | Second tour |  |
| Candidat       | Candidat                    | Parti          | Voix         | %            | Voix        | %           |  |
| -------------- | --------------------------- | -------------- | ------------ | ------------ | ----------- | ----------- |  |
|                | Robert Wagner sortant réélu | UNR-UDT        | 18 836       | 41,39        | 25 533      | 56,91       |  |
|                | Robert Vizet                | PCF            | 13 879       | 30,50        | 19 332      | 43,09       |  |
|                | Jacques Meissonnier         | CNIP           | 6 604        | 14,51        | Retrait     | Retrait     |  |
|                | Michel Percot               | PSU            | 3 192        | 7,01         | Retrait     | Retrait     |  |
|                | Christian Barré             | Radcent        | 2 036        | 4,47         |             |             |  |
|                | Alain Chambert              | Modérés        | 957          | 2,10         |             |             |  |
|                |                             |                |              |              |             |             |  |
| Inscrits       | Inscrits                    | Inscrits       | 63 022       | 100,00       | 63 011      | 100,00      |  |
| Abstentions    | Abstentions                 | Abstentions    | 16 713       | 26,52        | 15 584      | 24,73       |  |
| Votants        | Votants                     | Votants        | 46 309       | 73,48        | 47 427      | 75,27       |  |
| Blancs et nuls | Blancs et nuls              | Blancs et nuls | 805          | 1,74         | 2 562       | 5,4         |  |
| Exprimés       | Exprimés                    | Exprimés       | 45 504       | 98,26        | 44 865      | 94,6        |  |

#### Septième circonscription (Poissy)
| Candidat       | Candidat                            | Parti          | Premier tour | Premier tour | Second tour | Second tour |  |
| Candidat       | Candidat                            | Parti          | Voix         | %            | Voix        | %           |  |
| -------------- | ----------------------------------- | -------------- | ------------ | ------------ | ----------- | ----------- |  |
|                | Jean Drouot-L'Hermine sortant réélu | UNR-UDT        | 17 183       | 39,81        | 25 079      | 57,65       |  |
|                | Robert Aubrun                       | PCF            | 10 255       | 23,76        | 18 421      | 42,35       |  |
|                | Paul Raoult                         | SFIO           | 5 639        | 13,07        | Retrait     | Retrait     |  |
|                | René Jollivet                       | Modérés        | 4 649        | 10,77        | Retrait     | Retrait     |  |
|                | M. Gros                             | PSU            | 3 963        | 9,18         | Retrait     | Retrait     |  |
|                | Maxime Pacaud                       | Modérés        | 1 470        | 3,41         |             |             |  |
|                |                                     |                |              |              |             |             |  |
| Inscrits       | Inscrits                            | Inscrits       | 65 258       | 100,00       | 65 246      | 100,00      |  |
| Abstentions    | Abstentions                         | Abstentions    | 20 692       | 31,71        | 18 927      | 29,01       |  |
| Votants        | Votants                             | Votants        | 44 566       | 68,29        | 46 319      | 70,99       |  |
| Blancs et nuls | Blancs et nuls                      | Blancs et nuls | 1 407        | 3,16         | 2 819       | 6,09        |  |
| Exprimés       | Exprimés                            | Exprimés       | 43 159       | 96,84        | 43 500      | 93,91       |  |

#### Huitième circonscription (Pontoise)
| Candidat       | Candidat          | Parti          | Premier tour | Premier tour | Second tour | Second tour |  |
| Candidat       | Candidat          | Parti          | Voix         | %            | Voix        | %           |  |
| -------------- | ----------------- | -------------- | ------------ | ------------ | ----------- | ----------- |  |
|                | Gaston Aizier élu | UNR-UDT        | 15 721       | 41,97        | 21 778      | 57,25       |  |
|                | Eugène Alliot     | PCF            | 12 810       | 34,20        | 16 261      | 42,75       |  |
|                | André de Peretti  | MRP            | 8 923        | 23,82        | Retrait     | Retrait     |  |
|                |                   |                |              |              |             |             |  |
| Inscrits       | Inscrits          | Inscrits       | 54 101       | 100,00       | 54 086      | 100,00      |  |
| Abstentions    | Abstentions       | Abstentions    | 15 263       | 28,21        | 13 776      | 25,47       |  |
| Votants        | Votants           | Votants        | 38 838       | 71,79        | 40 310      | 74,53       |  |
| Blancs et nuls | Blancs et nuls    | Blancs et nuls | 1 384        | 3,56         | 2 271       | 5,63        |  |
| Exprimés       | Exprimés          | Exprimés       | 37 454       | 96,44        | 38 039      | 94,37       |  |

#### Neuvième circonscription (Aulnay-sous-Bois)
| Candidat       | Candidat                       | Parti          | Premier tour | Premier tour | Second tour | Second tour |  |
| Candidat       | Candidat                       | Parti          | Voix         | %            | Voix        | %           |  |
| -------------- | ------------------------------ | -------------- | ------------ | ------------ | ----------- | ----------- |  |
|                | Robert Ballanger sortant réélu | PCF            | 21 043       | 46,10        | 25 300      | 54,00       |  |
|                | Pierre Olmeta                  | UNR-UDT        | 17 654       | 38,70        | 21 478      | 46,00       |  |
|                | Albert Dauvergne               | SFIO           | 6 911        | 15,20        | Retrait     | Retrait     |  |
|                |                                |                |              |              |             |             |  |
| Inscrits       | Inscrits                       | Inscrits       | 63 864       | 100,00       | 63 849      | 100,00      |  |
| Abstentions    | Abstentions                    | Abstentions    | 16 993       | 26,61        | 15 326      | 24          |  |
| Votants        | Votants                        | Votants        | 46 871       | 73,39        | 48 523      | 76          |  |
| Blancs et nuls | Blancs et nuls                 | Blancs et nuls | 1 263        | 2,69         | 1 745       | 3,6         |  |
| Exprimés       | Exprimés                       | Exprimés       | 45 608       | 97,31        | 46 778      | 96,4        |  |

#### Dixième circonscription (Écouen - Gonesse)
| Candidat       | Candidat              | Parti          | Premier tour | Premier tour | Second tour | Second tour |  |
| Candidat       | Candidat              | Parti          | Voix         | %            | Voix        | %           |  |
| -------------- | --------------------- | -------------- | ------------ | ------------ | ----------- | ----------- |  |
|                | Roger Gaston          | PCF            | 17 428       | 35,86        | 23 610      | 48,49       |  |
|                | Louis Vallon élu      | UNR-UDT        | 16 615       | 34,19        | 24 984      | 51,41       |  |
|                | Paul Mazurier sortant | SFIO           | 12 578       | 25,88        | Retrait     | Retrait     |  |
|                | Pierre Weil           | Modérés        | 1 715        | 3,53         |             |             |  |
|                |                       |                |              |              |             |             |  |
| Inscrits       | Inscrits              | Inscrits       | 67 753       | 100,00       | 67 738      | 100,00      |  |
| Abstentions    | Abstentions           | Abstentions    | 18 242       | 26,92        | 16 421      | 24,24       |  |
| Votants        | Votants               | Votants        | 49 511       | 73,08        | 51 317      | 75,76       |  |
| Blancs et nuls | Blancs et nuls        | Blancs et nuls | 1 175        | 2,37         | 2 723       | 5,31        |  |
| Exprimés       | Exprimés              | Exprimés       | 48 336       | 97,63        | 48 594      | 94,69       |  |

#### Onzième circonscription (Le Raincy)
| Candidat       | Candidat              | Parti          | Premier tour | Premier tour | Second tour | Second tour |  |
| Candidat       | Candidat              | Parti          | Voix         | %            | Voix        | %           |  |
| -------------- | --------------------- | -------------- | ------------ | ------------ | ----------- | ----------- |  |
|                | Raymond Valenet élu   | UNR-UDT        | 23 944       | 42,28        | 31 776      | 54,74       |  |
|                | Michel Vandel         | PCF            | 19 389       | 34,24        | 26 268      | 45,26       |  |
|                | Alfred-Marcel Vincent | SFIO           | 6 189        | 10,93        | Retrait     | Retrait     |  |
|                | Pierre Picard sortant | Radcent        | 5 562        | 9,82         | Retrait     | Retrait     |  |
|                | Gabriel Ladmiral      | Radsoc         | 1 544        | 2,73         |             |             |  |
|                |                       |                |              |              |             |             |  |
| Inscrits       | Inscrits              | Inscrits       | 80 841       | 100,00       | 80 814      | 100,00      |  |
| Abstentions    | Abstentions           | Abstentions    | 22 828       | 28,24        | 19 846      | 24,56       |  |
| Votants        | Votants               | Votants        | 58 013       | 71,76        | 60 968      | 75,44       |  |
| Blancs et nuls | Blancs et nuls        | Blancs et nuls | 1 385        | 2,39         | 2 924       | 4,8         |  |
| Exprimés       | Exprimés              | Exprimés       | 56 628       | 97,61        | 58 044      | 95,2        |  |

#### Douzième circonscription (Montmorency)
| Candidat       | Candidat                   | Parti          | Premier tour | Premier tour | Second tour | Second tour |  |
| Candidat       | Candidat                   | Parti          | Voix         | %            | Voix        | %           |  |
| -------------- | -------------------------- | -------------- | ------------ | ------------ | ----------- | ----------- |  |
|                | René Ribière sortant réélu | UNR-UDT        | 29 093       | 45,89        | 38 282      | 63,11       |  |
|                | Jeanne Vanderschooten      | PCF            | 13 702       | 21,62        | 22 376      | 36,89       |  |
|                | Robert Bichet              | MRP            | 11 089       | 17,49        | Retrait     | Retrait     |  |
|                | Léon Hovnanian             | Radsoc         | 4 883        | 7,70         | Retrait     | Retrait     |  |
|                | Jean Roger                 | PSU            | 4 624        | 7,29         | Retrait     | Retrait     |  |
|                |                            |                |              |              |             |             |  |
| Inscrits       | Inscrits                   | Inscrits       | 90 070       | 100,00       | 90 048      | 100,00      |  |
| Abstentions    | Abstentions                | Abstentions    | 25 272       | 28,06        | 24 593      | 27,31       |  |
| Votants        | Votants                    | Votants        | 64 798       | 71,94        | 65 455      | 72,69       |  |
| Blancs et nuls | Blancs et nuls             | Blancs et nuls | 1 407        | 2,17         | 4 797       | 7,33        |  |
| Exprimés       | Exprimés                   | Exprimés       | 63 391       | 97,83        | 60 658      | 92,67       |  |

#### Treizième circonscription (Corbeil-Essonnes)
| Candidat       | Candidat                    | Parti          | Premier tour | Premier tour | Second tour | Second tour |  |
| Candidat       | Candidat                    | Parti          | Voix         | %            | Voix        | %           |  |
| -------------- | --------------------------- | -------------- | ------------ | ------------ | ----------- | ----------- |  |
|                | Armand Cachat sortant réélu | UNR-UDT        | 22 472       | 47,08        | 26 639      | 54,31       |  |
|                | Roger Combrisson            | PCF            | 17 555       | 36,78        | 22 410      | 45,69       |  |
|                | Robert Thévenet             | SFIO           | 7 708        | 16,15        | Retrait     | Retrait     |  |
|                |                             |                |              |              |             |             |  |
| Inscrits       | Inscrits                    | Inscrits       | 65 703       | 100,00       | 65 686      | 100,00      |  |
| Abstentions    | Abstentions                 | Abstentions    | 16 808       | 25,58        | 14 462      | 22,02       |  |
| Votants        | Votants                     | Votants        | 48 895       | 74,42        | 51 224      | 77,98       |  |
| Blancs et nuls | Blancs et nuls              | Blancs et nuls | 1 160        | 2,37         | 2 175       | 4,25        |  |
| Exprimés       | Exprimés                    | Exprimés       | 47 735       | 97,63        | 49 049      | 95,75       |  |

#### Quatorzième circonscription (Étampes)
| Candidat       | Candidat                     | Parti          | Premier tour | Premier tour | Second tour | Second tour |  |
| Candidat       | Candidat                     | Parti          | Voix         | %            | Voix        | %           |  |
| -------------- | ---------------------------- | -------------- | ------------ | ------------ | ----------- | ----------- |  |
|                | Michel Boscher sortant réélu | UNR-UDT        | 21 081       | 44,28        | 27 371      | 57,26       |  |
|                | Serge Lefranc                | PCF            | 15 374       | 32,29        | 20 431      | 42,74       |  |
|                | Pierre Ceccaldi-Pavard       | MRP            | 7 699        | 16,17        | Retrait     | Retrait     |  |
|                | Jack Menant                  | Radsoc         | 3 456        | 7,26         | Retrait     | Retrait     |  |
|                |                              |                |              |              |             |             |  |
| Inscrits       | Inscrits                     | Inscrits       | 66 812       | 100,00       | 66 861      | 100,00      |  |
| Abstentions    | Abstentions                  | Abstentions    | 17 770       | 26,6         | 16 388      | 24,51       |  |
| Votants        | Votants                      | Votants        | 49 042       | 73,4         | 50 473      | 75,49       |  |
| Blancs et nuls | Blancs et nuls               | Blancs et nuls | 1 432        | 2,92         | 2 671       | 5,29        |  |
| Exprimés       | Exprimés                     | Exprimés       | 47 610       | 97,08        | 47 802      | 94,71       |  |

#### Quinzième  circonscription (Longjumeau)
| Candidat       | Candidat              | Parti          | Premier tour | Premier tour | Second tour | Second tour |  |
| Candidat       | Candidat              | Parti          | Voix         | %            | Voix        | %           |  |
| -------------- | --------------------- | -------------- | ------------ | ------------ | ----------- | ----------- |  |
|                | Max Petit élu         | UNR-UDT        | 21 280       | 32,86        | 26 804      | 38,73       |  |
|                | Geneviève Rodriguez   | PCF            | 21 019       | 32,46        | 25 806      | 37,29       |  |
|                | Henri Longuet sortant | CNIP           | 16 989       | 26,23        | 16 589      | 23,97       |  |
|                | René L'Helguen        | Modérés        | 5 470        | 8,45         | Retrait     | Retrait     |  |
|                |                       |                |              |              |             |             |  |
| Inscrits       | Inscrits              | Inscrits       | 90 064       | 100,00       | 90 060      | 100,00      |  |
| Abstentions    | Abstentions           | Abstentions    | 23 959       | 26,6         | 19 993      | 22,2        |  |
| Votants        | Votants               | Votants        | 66 105       | 73,4         | 70 067      | 77,8        |  |
| Blancs et nuls | Blancs et nuls        | Blancs et nuls | 1 347        | 2,04         | 868         | 1,24        |  |
| Exprimés       | Exprimés              | Exprimés       | 64 758       | 97,96        | 69 199      | 98,76       |  |

#### Seizième circonscription (Villeneuve-Saint-Georges)
| Candidat       | Candidat                   | Parti          | Premier tour | Premier tour | Second tour | Second tour |  |
| Candidat       | Candidat                   | Parti          | Voix         | %            | Voix        | %           |  |
| -------------- | -------------------------- | -------------- | ------------ | ------------ | ----------- | ----------- |  |
|                | Charles Benoist            | PCF            | 15 137       | 30,85        | 21 860      | 45,90       |  |
|                | Jean-Marie Poirier élu     | UNR-UDT        | 14 173       | 28,89        | 25 756      | 54,09       |  |
|                | Olivier d'Ormesson sortant | CNIP           | 13 759       | 28,04        | Retrait     | Retrait     |  |
|                | Michel Catonné             | PSU            | 5 996        | 12,22        | Retrait     | Retrait     |  |
|                |                            |                |              |              |             |             |  |
| Inscrits       | Inscrits                   | Inscrits       | 69 857       | 100,00       | 69 843      | 100,00      |  |
| Abstentions    | Abstentions                | Abstentions    | 19 799       | 28,34        | 18 839      | 26,97       |  |
| Votants        | Votants                    | Votants        | 50 058       | 71,66        | 51 004      | 73,03       |  |
| Blancs et nuls | Blancs et nuls             | Blancs et nuls | 993          | 1,98         | 3 388       | 6,64        |  |
| Exprimés       | Exprimés                   | Exprimés       | 49 065       | 98,02        | 47 616      | 93,36       |  |

#### Dix-septième circonscription (Dourdan)
| Candidat       | Candidat                                   | Parti          | Premier tour | Premier tour | Second tour | Second tour |  |
| Candidat       | Candidat                                   | Parti          | Voix         | %            | Voix        | %           |  |
| -------------- | ------------------------------------------ | -------------- | ------------ | ------------ | ----------- | ----------- |  |
|                | Jacqueline Thome-Patenôtre sortante réélue | Radsoc         | 15 807       | 41,71        | 21 738      | 58,20       |  |
|                | Arsène Goupi                               | UNR-UDT        | 13 444       | 35,48        | 15 610      | 41,80       |  |
|                | Pierre Chevrier                            | PCF            | 8 645        | 22,81        | Retrait     | Retrait     |  |
|                |                                            |                |              |              |             |             |  |
| Inscrits       | Inscrits                                   | Inscrits       | 53 235       | 100,00       | 53 223      | 100,00      |  |
| Abstentions    | Abstentions                                | Abstentions    | 14 170       | 26,62        | 14 327      | 26,92       |  |
| Votants        | Votants                                    | Votants        | 39 065       | 73,38        | 38 896      | 73,08       |  |
| Blancs et nuls | Blancs et nuls                             | Blancs et nuls | 1 169        | 2,99         | 1 548       | 3,98        |  |
| Exprimés       | Exprimés                                   | Exprimés       | 37 896       | 97,01        | 37 348      | 96,02       |  |

#### Dix-huitième circonscription (Mantes-la-Jolie)
| Candidat       | Candidat                | Parti          | Premier tour | Premier tour | Second tour | Second tour |  |
| Candidat       | Candidat                | Parti          | Voix         | %            | Voix        | %           |  |
| -------------- | ----------------------- | -------------- | ------------ | ------------ | ----------- | ----------- |  |
|                | Gérard Prioux élu       | UNR-UDT        | 14 139       | 36,77        | 18 038      | 43,65       |  |
|                | Maurice Quettier        | PCF            | 9 002        | 23,41        | 13 967      | 33,80       |  |
|                | Jean-Paul David sortant | Radcent        | 8 645        | 22,48        | 9 318       | 22,55       |  |
|                | Aimé Bergeal            | SFIO           | 6 669        | 17,34        | Retrait     | Retrait     |  |
|                |                         |                |              |              |             |             |  |
| Inscrits       | Inscrits                | Inscrits       | 53 573       | 100,00       | 53 575      | 100,00      |  |
| Abstentions    | Abstentions             | Abstentions    | 14 199       | 26,5         | 11 119      | 20,75       |  |
| Votants        | Votants                 | Votants        | 39 374       | 73,5         | 42 456      | 79,25       |  |
| Blancs et nuls | Blancs et nuls          | Blancs et nuls | 919          | 2,33         | 1 133       | 2,67        |  |
| Exprimés       | Exprimés                | Exprimés       | 38 455       | 97,67        | 41 323      | 97,33       |  |